# Pietniczany
Pietniczany (ukr. П'ятничани) – wieś na Ukrainie, w rejonie stryjskim obwodu lwowskiego. Wieś liczy około 900 mieszkańców.
Znajduje tu się przystanek kolejowy Pietniczany, położony na linii Lwów – Stryj – Batiowo.

## Historia
Wieś królewska Piętniczany położona na przełomie XVI i XVII wieku w powiecie stryjskim ziemi przemyskiej województwa ruskiego, w drugiej połowie XVII wieku dzierżawa Kawczykąt, Piatniczany i Stryjańcze należała do kasztelana czernihowskiego Zdzisława Zamoyskiego i jego żony z Lanckorońskich.
W II Rzeczypospolitej do 1934 samodzielna gmina jednostkowa. Następnie należała do zbiorowej wiejskiej gminy Uhersko w powiecie stryjskim w woj. stanisławowskiem. Po wojnie wieś weszła w struktury administracyjne Związku Radzieckiego. Obecnie na terenie Republiki Ukrainy. W XIX wieku od północnego zachodu istniała niemiecka wieś Muehlbach. Pierwotnie wchodziła w skład dóbr królewskich, przekazana w 1643 r. w dożywocie przez króla Władysława IV stolnikowi lwowskiemu Stanisławowi Kowalskiemu. W 1657 roku przekazana w dożywocie przez króla Jana Kazimierza Mikołajowi Pełczyńskiemu. Od 1830 roku wieś wraz z okolicznymi dobrami została zakupiona na licytacji przez braci Jana i Augusta Czajkowskich. W 2001 roku wieś zamieszkiwało 909 osób.

## Zabytki
- Wieża przy drodze do Rohatyna z ok. XV/XVI wieku, która prawdopodobnie stanowiła część zamku rodu Sieniawskich. Zbudowano ją z wapienia na planie kwadratu, liczy trzy kondygnacje. W XVII wieku zamek został przekształcony w klasztor bazylianów, który istniał w nim do II poł. XVIII wieku. Rekonstrukcja zwieńczenia wieży oraz palisady została wykonana z inicjatywy Lwowskiej Galerii Obrazów w latach 1990-1991.
- Cerkiew św. Paraskewy